# François Fontan
François Fontan in occitano Francés Fontan (Parigi, 7 febbraio 1929 – Cuneo, 19 dicembre 1979) è stato un politico, linguista e intellettuale francese, fondatore del PNO (Parti Nationaliste Occitan, oggi Parti de la Nation Occitane) in Francia, e del MAO (Movimento Autonomista Occitano) in Italia.

## Biografia
François Fontan nacque a Parigi nel 1929 in una famiglia d'origine guascone. La casa di famiglia si trova nel villaggio di Roquefort-sur-Garonne ad Ovest della città di Muret, nel dipartimento dell'Alta Garonna della regione Midi-Pirenei.
Suo padre, Fernand, lavorava come ferroviere, il che permise a François di viaggiare frequentemente. Sua madre, Louise, nata "Cours d'Entras", era discendente di una famiglia nobile guascone decaduta.
Frequentò l'école des Langues Orientales di Parigi e l'"Institut d'études politiques" di Tolosa senza conseguire 
la laurea.
Nato in una famiglia monarchica s'impegnò politicamente per la prima volta nel "Mouvement Socialiste Monarchiste" a quindici anni, ma abbandonò presto il monarchismo per aderire 
a idee anarchiche. Passò in seguito al trotskismo nel gruppo Socialisme ou Barbarie. 
Si trasferì a Nizza dove aveva dei parenti, e frequentò in un primo tempo il Partito Comunista Francese (PCF); ma in disaccordo con lo stalinismo scelse poi di aderire alla "Deuxième Gauche", una delle formazioni che in seguito avrebbe fondato ll Partito Socialista Unificato (PSU).
Nella primavera del 1959 fondò il PNO (Parti Nationaliste Occitan) sempre a Nizza, dove rimase finché fu processato per aiuti all'FLN algerino durante la guerra d'Algeria. 
In seguito a ciò fuggì nelle Valli occitane in Italia e si stabilì a Frassino in Valle Varaita (CN). 
Dopo aver trascorso due anni per studiare e stabilire la frontiera linguistica tra l'occitano e il piemontese, fondò nel 1967 il MAO (Movimento Autonomista Occitano). 
A partire dal 1962 iniziò una corrispondenza con il professor Guy Héraud
. 
Da Frassino diresse il PNO fino alla morte, che lo colse nel 1979 a Cuneo, all'età di cinquant'anni, in seguito a un ictus.

### L'ortografia fontaniana
Fontan elaborò una proposta di una lingua standardizzata ed una nuova ortografia per l'occitano, la cosiddetta "ortografia fontaniana":
Esse però ebbero scarso seguito, ancora più scarso dopo la sua morte, anche all'interno dei partiti PNO e MAO da lui fondati, che del resto lasciano liberi gli aderenti di scegliere l'ortografia che preferiscono. 
Due ragioni dell'insuccesso furono da un lato l'imposizione di una pronuncia e una grammatica unificate per una lingua (o un gruppo di lingue correlate, secondo pareri soggettivi) tanto frazionata come l'occitano; e dall'altro lato, per aderire ad un rigoroso principio fonetico, l'impiego in tale ortografia di soluzioni grafiche estranee alle lingue neolatine.

### Il pensiero politico etnista e occitanista
L'elaborazione del pensiero di Fontan fu il frutto di una ricerca scientifica.
Sono principalmente tre le correnti di pensiero che lo condussero alla fondazione del PNO: inizialmente la critica di Wilhelm Reich, in seguito quella di Karl Marx, e infine 
la critica all'imperialismo. 
La maggior parte del suo pensiero fu registrata nei suoi scritti verso l'inizio degli anni cinquanta, già 8-10 anni prima della creazione del PNO. 
Si trattava di una riflessione sulla decolonizzazione del Vietnam, del Marocco, della Tunisia, e soprattutto dell'Algeria, che gli servì da quadro politico concreto. 
La scoperta della sociologia marxista e lo studio della psicoanalisi, in particolare il lavoro di Wilhelm Reich, lo portarono all'etnismo e al nazionalismo di sinistra in generale, e all'occitanismo in particolare.
Sia Marx che Reich gli fecero comprendere la profonda alienazione dell'umanità; e lo studio della questione nazionale nel mondo lo portò al nazionalismo occitano.
La maggior parte delle sue idee si sviluppò quando il professor Pèire Bec, di Cazères (Alta Garonna, Midi-Pirenei), gli fece scoprire l'esistenza 
della lingua occitana. 
Per Fontan, quindi, se esiste un linguaggio specifico di un territorio, questo territorio è una nazione che si deve liberare.
Egli sostenne che nel mondo si dovessero creare nuovi confini, che unissero ogni popolo separato all'interno di un solo Stato. 
Specialmente in Africa i confini sono stati creati da amministratori europei, e non corrispondono per nulla ai vari popoli che vi abitano. 
Ad esempio, secondo i seguaci di Fontan, la creazione di nuovi confini etnico-linguistici avrebbe potuto evitare massacri come quello del Ruanda nel 1994 
tra Tutsi e Hutu.
Oggi i principali continuatori del pensiero di François Fontan sono i membri dei partiti da lui stesso fondati: il PNO ("Parti Nationaliste Occitan", oggi "Parti de la Nation Occitane") in Francia, e il MAO ("Movimento Autonomista Occitano") in Italia. Un noto sostenitore di queste idee è stato l'artista francese di fama internazionale Ben Vautier.

## Opere
- Ethnisme, vers un nationalisme humaniste, 1961[6]
- La nation occitane, ses frontières, ses régions, 1969
- Orientation politique du nationalisme occitan, 1970
- Nationalisme révolutionnaire, religion marxiste et voie scientifique du progrès, 1972
- Nationalisme, fédéralisme, internationalisme, 1976
- La Clef, 1998 (postumo)